# Gunnar Rosbro
Axel Gunnar Rosbro, född 20 maj 1930, död 11 april 2005, var en svensk skolledare, fotbollsspelare och författare till flera idrottshistoriska böcker.
Gunnar Rosbro var till en början lärare på Sandsviksskolan men blev senare rektor på Centralskolan i Storå, samt på Katrinedalsskolan, Karlbergsskolan och på Rävåsskolan i Karlskoga.
Rosbro var också ordförande i Nobelmuseets vänner, från 1976 till 1993 ordförande i Karlskoga Bergslags Hembygdsförening och från 1991 till 2001 ordförande i Karlskoga Trädgårdsförening.
Rosbro gravsattes på Gamla kyrkogården i Karlskoga.